# 植松練磨

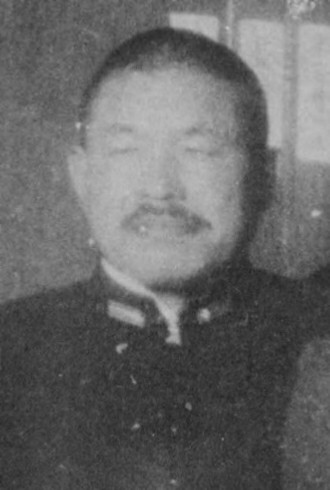

植松練磨（うえまつ とうま，1883年4月30日—1948年8月22日）是一位大日本帝國海軍军人，政治人物。他的最高軍階是海軍少将，曾擔任日本國會議員。

## 生平
植松練磨生於日本福岛县相馬郡鹿島町（現福島縣南相馬市）。1905年11月畢業於安積高等学校，1906年12月畢業於海軍兵學校。後來又從海軍大學校乙種、海軍水雷学校高等科畢業。
植松練磨先後擔任第11艇隊、第9艇隊、第2艇隊艇長、水雷学校教官、樫號驅逐艦船長、矢風號驅逐艦、駒橋艦長、淺間號裝甲巡洋艦副艦長。1925年12月，植松練磨成為一名海軍上校。
植松練磨後來又擔任第2駆逐隊司令、利根號防護巡洋艦艦長、妙高號重巡洋艦艦長。1931年12月，植松練磨成為一名海軍少将。
後來又擔任第二水雷戰隊司令官。一二八事件爆發後，植松練磨出任上海海軍特別陸戰隊指揮官、上海海軍特別陸戰隊司令官。後來又擔任海軍潜水学校校長。
1942年4月，他在大政翼贊會的推薦下參加第21屆日本眾議院議員總選舉並当选众议院议员，並且議員一職一直當到1945年12月。
第二次世界大戰結束後他被開除公職（公职追放）。之後他回到家鄉參與發掘調查真野古墳群。

## 榮譽
- 1907年（明治40年）2月12日 - 正八位[3]
- 1934年（昭和9年）4月17日 - 從四位[4]

## 脚注
1. ↑  公職追放の該当事項は「推薦議員翼壮東京市総務」。（総理庁官房監査課 (编), , 日比谷政経会: 698, 1949, NDLJP: 1276156 ）
2. ↑  うつくしま電子事典[]
3. ↑  『官報』第7084号「叙任及辞令」1907年2月13日。
4. ↑  『官報』第2186号「叙任及辞令」1934年4月18日。